# Atletica leggera ai Giochi della XXII Olimpiade - 400 metri piani femminili

Video della Finale

I 400 metri piani hanno fatto parte del programma femminile di atletica leggera ai Giochi della XXII Olimpiade. La competizione si è svolta nei giorni 25-28 luglio 1980 allo Stadio Lenin di Mosca.

## Presenze ed assenze delle campionesse in carica
| Competizione         | Atleta          | Prestazione | Mosca 1980  |
| -------------------- | --------------- | ----------- | ----------- |
| Olimpiadi 1976       | Irena Szewińska | 49”29       | Presente    |
| Commonwealth 1978    | Donna Hartley   | 51”69       | Non selez.  |
| Europei 1978         | Marita Koch     | 48”94       | Presente    |
| Africani 1978        | Kehinde Vaughan | 53”86       | Presente    |
| Panamericani 1979    | Sharon Dabney   | 51”81       | USA assenti |
| Coppa del mondo 1979 | Marita Koch     | 48”97       | Presente    |

1. ↑  Per il boicottaggio.
2. ↑  La tedesca est è anche primatista mondiale con 48”60 stabilito nel 1979.

## La gara
Il tema della gara è: l'atleta carica di gloria contro la giovane rampante. Il primo ruolo è impersonato dalla polacca Irena Szewińska, trentaquattrenne campionessa in carica; il secondo dalla tedesca est Marita Koch, che ha rilevato tra il 1978 e il 1979 il suo titolo europeo e il suo primato del mondo.
La corsa perde la prima protagonista in semifinale, quando la Szewińska deve abbandonare per un infortunio al tendine d'Achille. In finale la Koch corre con spavalderia, distaccando la massiccia Kratochvílová di oltre mezzo secondo e togliendo alla Szewińska anche il suo record olimpico.

## Risultati

### Turni eliminatori
| 5 Batterie   | 25 luglio | 39 partenti   | Si qualificano le prime 3 + il miglior tempo. |
| 2 Semifinali | 27 luglio | 8 + 8         | Si qualificano le prime 4.                    |
| Finale       | 28 luglio | 8 concorrenti |                                               |

### Finale
| Pos | Paese          | Atleta                | Tempo |
| --- | -------------- | --------------------- | ----- |
|     | Germania Est   | Marita Koch           | 48"88 |
|     | Cecoslovacchia | Jarmila Kratochvílová | 49"46 |
|     | Germania Est   | Christina Lathan      | 49"66 |